# Comté de Cavalier
Pour les articles homonymes, voir Cavalier.
Ne pas confondre avec la ville située dans le même État, Cavalier.
Le comté de Cavalier est un comté du Dakota du Nord, aux États-Unis.
Siège : Langdon.

## Démographie
| 1890  | 1900   | 1910   | 1920   | 1930   | 1940   |
| ----- | ------ | ------ | ------ | ------ | ------ |
| 6 471 | 12 580 | 15 659 | 15 555 | 14 554 | 13 923 |

| 1950   | 1960   | 1970  | 1980  | 1990  | 2000  |
| ------ | ------ | ----- | ----- | ----- | ----- |
| 11 840 | 10 064 | 8 213 | 7 636 | 6 064 | 4 831 |

| 2010  | - | - | - | - | - |
| ----- | - | - | - | - | - |
| 3 993 | - | - | - | - | - |